# Dierogekko validiclavis
Dierogekko validiclavis — вид геконоподібних ящірок родини диплодактилідів (Diplodactylidae). Ендемік Нової Каледонії.

## Поширення і екологія
Dierogekko validiclavis мешкають на схилах гір Паньє і Манджелія на північному заході Нової Каледонії. Вони живуть у вологих гірських тропічних лісах, на висоті від 300 до 500 м над рівнем моря. Ведуть нічний, деревний спосіб життя: вдень ховаються під камінням, а вночі залазять на дерева і кущі.

## Збереження
МСОП класифікує цей вид як такий, що перебуває під загрозою зникнення. Dierogekko validiclavis загрожує знищення природного середовища, хижацтво з боку інтродукованих щурів і кішок, та можлива поява на островах інвазивних мурах Wasmannia auropunctata.